# Gera Gera Booth Monogatari
Ox Tales (яп. げらげらブース物語 Гэрагэра Бу:су Монотагари, Истории из жизни волов) — детский аниме-сериал, выпущенный совместно нидерландской студией Telecable Benelux B.V. и японской студией Saban Entertainment, основанный на нидерландских комиксах о быке, созданных Виллом Рэймакерсом и Фийсом Уилмсом. Сериал впервые транслировался по телеканалу TV Tokyo с 7 апреля 1987 года по 29 марта 1988 года. Всего было выпущено 52 серии аниме, каждая состоит из двух коротких историй по 12 минут. Сериал транслировался на территории США, Франции, Испании, Италии, Германии, Нидерландов и Португалии.

## Сюжет
Быку Олли принадлежит необычная ферма. На ней обитают различные экзотические животные, от черепахи со встроенным телевизором в панцире до лысого льва, слона, гориллы и надувного осьминога.

## Список персонажей
- Бык Олли — владелец фермы, хотя у него всегда добрые намерения, из-за своей неуклюжести порой может создавать тяжёлые ситуации.
- Черепаха Джек — постоянный спутник Олли, всегда находится там, где и главный герой. Практически в каждой серии Джек ломает свой панцирь.
- Пёс Самми — преданный пёс Олли, который сопровождает Олли и Джека в их приключениях.
- Слон Эдвард — слон, который использует свой хобот в качестве шланга для поливки цветов.
- Осьминог Игорь — «надувной» осьминог, который состоит из воздуха.
- Горилла Гайлорд — глупый примат, который порой не контролирует свои силы.
- Страус Одри — как правило прячет голому под землёй.
- Носорог Родни — носорог, который везде лезет на рожон.
- Лев Ленни — старый лев, однако ещё сильный. Имеет завышенную самооценку, однако не может взять на себя инициативу во время охоты.
- Тукан Товилла — птица, которая выполняет роль рассказчика в сериале.
- Крот Мул — вылезает время от времени, чтобы посмеяться над забавными ситуациями, однако при некоторых агрессивных животных (например, при крокодиле) ведёт себя осторожно.
- Конь Хорас — быстрый и вспыльчивый конь, который всегда склонен лезть в драку.
- Зебра Зэйн — такой же упрямый и драчливый, как и Хорас.
- Курица Ханна — глава куриной банды, жестоко обращается с теми, что крадёт яйца.
- Скунс Сесил — страдает метеоризмом и искушением пустить газовое облако на других животных.
- Крокодил Кал — постоянно голодный, и всегда пытается съесть кого-нибудь на ферме, хотя это ему это никогда не удаётся.
- Мышка Моррис — умная и неуловимая мышка, которая может ломать мышеловки.
- Кот Келвин — главный охотник на мышей в ферме, как правило пытается поймать Морриса, но в результате сам получает.